# NEON (datový formát)
NEON je datový formát (souborový formát pro ukládání strukturovaných dat). Je čitelný pro počítač i člověka, je vhodný pro ukládání konfigurací, struktura a hierarchie dat je daná odsazením. NEON je podobný formátu YAML s několika rozdíly – NEON podporuje entity (takže je lze použít např. k analýze anotací phpDoc, služeb DI, ...), ale např. nepodporuje reference nebo dokumenty. Rozdíl je také v používání mezer a tabulátorů pro odsazení (NEON dovoluje pro odsazení používat tabulátor i mezery, s tím, že budou použity konzistentně). NEON syntaxe je o něco jednodušší a analýza je rychlejší.